# Eclissi solare del 22 giugno 2085
L'Eclissi solare del 22 giugno 2085, di tipo anulare, è un evento astronomico che avrà luogo il suddetto giorno attorno alle ore 03:21 UTC.
L'eclissi avrà un'ampiezza massima di 106 chilometri e una durata di 3 minuti e 29 secondi.

## Eclissi correlate

### Eclissi solari 2083 - 2087
Questa eclissi è un membro di una serie semestrale. Un'eclissi in una serie semestrale di eclissi solari si ripete approssimativamente ogni 177 giorni e 4 ore (un semestre) in nodi alternati dell'orbita della Luna.

### Ciclo di Saros 138
L'evento fa parte del ciclo di Saros 138, che si ripete ogni 18 anni, 11 giorni, contenente 70 eventi. La serie è iniziata con un'eclissi solare parziale il 6 giugno 1472. Contiene eclissi anulari dal 31 agosto 1598 al 18 febbraio 2482 con un'eclissi ibrida il 1º marzo 2500. Comprende eclissi totali dal 12 marzo 2518 al 3 aprile 2554. La serie termina al membro 70 con un un'eclissi parziale l'11 luglio 2716. La durata più lunga della totalità sarà di soli 56 secondi il 3 aprile 2554.